# Vladimiro-Suzdalska kneževina
Vladimiro-Suzdalska kneževina (1157 - 1329) (rusko Влади́миро-Су́здальское кня́жество, Vladimiro-Suzdal'skoje knjažestvo) je bila ena izmed kneževin, ki so v 12. stoletju nasledile Kijevsko Rusijo. Postopoma se je razvila v Veliko moskovsko kneževino.

## Kneževina Rostov-Suzdal
Ozemlje, omejeno na vzhodu z rekami Oko, Volgo in Severno Dvino (imenovano tudi Zalesje), je bilo že pred prihodom Slovanov naseljeno s finskimi plemeni; mednje so se pomešali slovanski prišleki.
Prvo knežje središče na tem območju je bil Veliki Rostov. V desetem stoletju je dobil pravoslavno škofijo - episkopijo, ki je širila krščanstvo na pogansko ozemlje Velikega Perma. V času Vladimirja I. Velikega (980-1015) so tu verjetno vladali njegovi sinovi Boris, Gleb in kasneje Jaroslav Modri. V času kijevskega velikega kneza Svjatopolka II. (1093-1113) je bilo s skupščino v Ljubeču (1096), ki je sledila državljanski vojni med člani vladajoče rodbine, ozemlje dodeljeno v dedno last Vladimirju Monomahu in njegovim naslednikom.
Vladimir Monomah, kijevski veliki knez v letih 1113-1125, se za kneževino ni veliko zanimal; prepustil jo je sinu Juriju Dolgorukemu. Vendar si je tudi ta po očetovi smrti prizadeval predvsem za položaj velikega kneza Kijeva (v letih 1149-51 in 1155-57 ga je tudi dosegel) in se v kneževini ni veliko zadrževal. Skrbel je za gradnjo novih cest in mest, v katerih so se naseljevali prišleki z juga, ki so se umikali pred turškimi plemeni, ki so pritiskala z juga. V 11. in 12. stoletju so v gozdovih Zalesja nastala številna nova mesta, med njimi Pereslavelj-Zalesski, Kostroma, Dmitrov, Suzdal, Moskva, Jurjev-Polski, Uglič, Tver, Dubna. Jurij Dolgoruki je prestolnico kneževine preselil v Suzdal (prvič omenjen leta 1023).

## Vladimiro-Suzdalska kneževina
Šele z Jurijevim sinom Andrejem Bogoljubskim (1157-74) je Suzdal dobil kneza, ki je vso svojo pozornost usmeril v razvoj kneževine. Bil je neusmiljen, oblastiželjen vladar, ni se oziral na druge kneze, brate in sorodnike, in ni trpel njihovih nasvetov. Prestolnico kneževine je prenesel v mesto Vladimir, ki ga je že okrog leta 1108 ob reki Kljazmi ustanovil in vojaško utrdil njegov ded Vladimir Monomah.
Andrej si ni želel kijevskega prestola; nasprotno, leta 1169 je (skupaj s smolenskim, polockim, turovskim knezom in še nekaterimi) porušil in zažgal Kijev in pri tem oropal tudi cerkve in samostane, česar mu Cerkev nikdar ni odpustila. Opustošeni Kijev je prepustil bratu Glebu in naslov velikega kneza prenesel v Vladimir, ki ga je preoblikoval v novo prestolno mesto. Obdal ga je z močnim obzidjem iz debele hrastovine, ki je imelo štiri vrata, med njimi, kot v Kijevu, tudi slavnostna Zlata vrata. V mestu je zgradil številne samostane in cerkve iz belega kamna, med katerimi je bila najpomembnejša katedrala Marijinega vnebovzetja s pozlačeno kupolo in dvema zvonikoma (v njen so bili potem kronani vsi veliki knezi, nazadnje moskovski knez Dimitrij Donski). Andrej je prepoznal družbeni pomen Cerkve, ki ji je želel dati pomembno mesto v političnem delovanju. Teže pa je bilo vdihniti Vladimiru duhovno vzdušje Kijeva, ki je s Pečersko lavro in s številnimi votlinami, v katerih so bile pokopane kosti prvih ruskih svetnikov, predstavljal duhovno središče Rusije. Da bi ta vpliv vsaj delno prenesel v Vladimir, je dal iz Kijeva prinesti v cerkev Marijinega vnebovzetja ikono Matere božje, morda največje svetinje srednjeveške Rusije, in se odločil, da bo sam (brez predhodne odobritve kijevskega metropolita) imenoval vladimirskega episkopa.
Andrej je leta 1170, skupaj s smolenskim, rjazanskim, muromskim in polockim knezom, napadel republiko Novgorod, a je bil v vojaškem spopadu hudo poražen. Ker pa je presekal trgovske povezave Novgoroda s Povolžjem, je nazadnje vendar uspel mestu vsiliti pravico, da imenuje njihovega kneza (ki je v republiški ureditvi ohranil vlogo vojaškega poveljnika). Zapletel se je tudi v vojno s Smolenskom, ki se je končala z bitko pod Višegradom, v kateri je bil Andrej poražen.
Andrej je blizu Vladimira zgradil vas Bogoljubovo in v njej svoj dvorec, v katerem se je največ zadrževal (po njem je dobil ime). Leta 1174 so ga tam nasprotniki umorili. Princip neomejene vladarske moči brez upoštevanja interesov sorodnikov in bojarjev je bil očitno še preuranjen.
Po Andrejevi smrti (njegov edini sin Mstislav je umrl že pred njim) so izbruhnili veliki nemiri, ki so pripeljali do splošnega kaosa. V njem se je najbolje znašel Andrejev brat Mihael. Vendar je tudi on kmalu umrl.
Po Mihaelovi smrti si je velikoknežji položaj priboril Andrejev in Mihaelov mlajši brat Vsevolod III. (1177-1212), zaradi velikega števila otrok imenovan "Veliko gnezdo". Že med borbo za oblast si je podredil Rostov. Vsevolodova največja sovražnika sta bili rjazanska kneževina na jugu in turška država Povolška Bolgarija na vzhodu. Po nekaj spopadih je bil Rjazan požgan in podjarmljen, Bolgari pa prisiljeni k plačevanju davka. Leta 1210 je Vsevolod zavzel tudi Černigov. Novgorodu je uspel vsiliti za kneza svojega sina. Sicer pa je njegova dolga vladavina minila brez večjih pretresov in je ruskemu ljudstvu ostal v lepem spominu.
Vsevolod je malo pred smrtjo razdelil svoje ozemlje med tri sinove: najbogatejšo kneževino Vladimir je dal drugemu sinu Juriju II., prvemu sinu Konstantinu je dal kneževino Rostov, najmlajšega Jaroslava pa je postavil za kneza v Novgorodu.
Takoj po Vsevolodovi smrti se je Novgorod skušal znebiti Jaroslava, vendar je ta mesto obkolil; mestu je priskočil na pomoč smolenski knez Mstislav Hrabri, kateremu se je pridružil Konstantin, ki se je čutil prikrajšanega, ker kot najstarejši sin ni dobil Vladimira. Prišlo je do državljanske vojne, v kateri sta se proti Mstislavu in Konstantinu borila Jaroslav in Jurij II. Vojna se je končala z bitko pri Lipecu (1216, blizu mesta Pereslavelj-Zalesski), v kateri sta zmagala Mstislav Hrabri in Konstantin, ki je postal veliki knez Vladimira. Vendar se bratoma ni maščeval, ampak je Juriju II. prepustil kneževino Suzdal in Jaroslavu kneževino Perejaslavelj.
Konstantin je umrl že leta 1218 in veliki knez Vladimira je postal Jurij II. (1218-38). Leta 1220 se je uspešno bojeval proti Povolškim Bolgarom in Mordavcem. V zgodovino se je vpisal tudi kot ustanovitelj Nižnega Novgoroda ob izlivu Oke v Volgo.

## Pod mongolsko nadoblastjo
Leta 1236 so Mongoli pod vodstvom kana  Batuja premagali Povolške Bolgare in od ruskih knezov zahtevali, da se jim podredijo. Ti so zahtevo odklonili, niso pa se vojaško povezali, tako da so lahko Mongoli postopoma osvajali njihova ozemlja. Suzdal je prišel na vrsto leta 1238. V bitki ob reki Seti je bil Jurij II. ubit. Mongoli so razdejali Vladimir in druga mesta. Suzdalska kneževina je, kot ostale ruske države, prišla v vazalsko odvisnost od Mongolov.
Jurijev brat Jaroslav je sprejel povabilo kana Batuja, naj pride v Saraj Batu in prizna mongolsko nadoblast; v zameno mu je kan podelil naslov velikega kneza Vladimira. Zahteval pa je, da se gre poklonit tudi velikemu kanu Oktaju v mesto Karakorum v Mongoliji (ob reki Orkhon, okrog 320 km zahodno od današnjega Ulan Batorja). Preden je Jaroslav prišel do tja, je kan umrl. Pred kanovo ženo Turagino, ki je vladala v imenu mladoletnega sin Gujuka, se je moral braniti pred obtožbami, ki so jih poslali njegovi ruski nasprotniki. Zagovor je uspešno opravil, na povratku domov pa je septembra 1246 od utrujenosti umrl. Spremstvo je njegovo truplo prineslo v Vladmir.
V Vladimiru je namesto Jaroslava zavladal njegov drugi sin Andrej (starejši Aleksander je bi knez v Novgorodu, tedaj že poimenovan Nevski, slaven po zmagah nad Švedi in Nemci). Leta 1247 je Andreju naslov velikega kneza Vladimira potrdil tudi kan Gujuk, ko sta ga brata obiskala v Karakorumu. Ker pa se je začel Andrej povezovati z ruskimi knezi in z litvanskim kraljem, ki so načrtovali upor proti Mongolom, ga je kan Batu leta 1251 odstavil in na njegovo mesto postavil Aleksandra Nevskega, katerega oblast je razširil tudi na kijevsko ozemlje.
Aleksander je, nasprotno kot Andrej, skušal s politiko sodelovanja doseči čim boljše sožitje z Mongoli, kar mu je v veliki meri tudi uspevalo. Novgorod je v njegovem času doživel celo višek svojega trgovskega razcveta.
Nobeden od Aleksandrovih naslednikov, bratov in nečakov, ni imel niti približno takega slovesa in vpliva kot Aleksander Nevski, tako da je naziv velikega kneza po njegovi smrti izgubil na pomenu. Tudi Mongoli so se med seboj sprli, kar je še dodatno vplivalo na nestabilnost in stalne menjave na položaju velikega kneza. Leta 1328 je naziv velikega kneza Vladimira prešel na Moskovsko kneževino.

## Vira
- Fajfrić, Željko (2012). Ruski carevi. Sremska Mitrovica: Tabernakel. COBISS 7137395.
- The new encyclopaedia Britannica. Chicago [etc.]: Encyclopaedia Britannica. 1992. COBISS 13736197.